# Connor Scutt
Connor Scutt (Carshalton, 1996. április 15. –) angol dartsjátékos. 2022-től a Professional Darts Corporation tagja. Beceneve "The Sniper".

## Pályafutása

### PDC
Scutt a 2022-es Q-School-ban megszerezte kétévre szóló PDC Tour Card-ját azzal, hogy az összetett ranglistán a harmadik helyen végzett.
A PDC versenyei mellett Scutt kvalifikálta magát a 2022-es WDF-dartsvilágbajnokságra, amelyen a PDC engedélyével vehetett részt, de az első körben 2–0-ra kikapott Shawn Burttől.
A Tour-kártyájának köszönhetően részt vett a 2022-es PDC Players Championship sorozatban, amelynek harmadik állomásán az elődöntőig jutott, ahol 7–5-re kikapott Joe Cullentől. Emellett még egyszer sikerült eljutnia a sorozat 30. állomásán a negyeddöntőig, ahol 6–5-re kikapott Martin Schindlertől.
2023-ban szintén bejutott egy Players Championship-állomás elődöntőjébe a 13. versenynapon, ahol 7–3-as vereséget szenvedett Michael Smithtől. A sorozat 27. állomásán játszhatta első döntőjét a PDC-nél, ahol végül 8–5-ös vereséget szenvedett a lengyel Radek Szagańskitól. A sorozatban elért jő eredményeinek köszönhetően Scutt kvalifikálta magát a 2023-as Players Championship Finals nagytornára, ahol a 37. kiemelt volt, de az első körben vereséget szenvedett a 28. kiemelt, a későbbi elődöntős Gabriel Clemens ellen.
Scutt a 2024-es PDC-dartsvilágbajnokságon debütált a vb-ken, ahol a második körben Gerwyn Price elleni 3–0-ás vereség következtében esett ki. A vb után visszacsúszott a PDC világranglista 69. helyére és elvesztette Tour-kártyáját is.
Scutt ugyan elindult a 2024-es Q-School-ban, de csak a 17. helyen végzett az Egyesült Királyságbeli ranglistán, ezzel nem sikerült Tour-kártyát szereznie.
A 2024-es PDC Challenge Tour sorozatban is játszott, ahol megnyerte a sorozat 13. állomását, amelynek döntőjében Dragutin Horvatot győzte le 5–0-ra, majd a 17. állomáson is győzött 5–3 arányban Tom Sykes-t a döntőben. Scutt újabb döntőbe jutott a sorozat 20. állomásán, de ezúttal 5–2-re vereséget szenvedett Christian Kisttől. A 23. állomáson elért újabb döntőjével, amelyen Andreas Harryssontól kapott ki 5–3-ra, első helyen végzett a Challenge Tour-sorozat ranglistáján, amellyel kvalifikálta magát a 2024-es Grand Slam of Darts nagytornára és visszaszerezte Tour Card-ját a Pro Tour 2025-ös és 2026-os szezonjaira, valamint kijutott a 2025-ös PDC-dartsvilágbajnokságra is. A Grand Slam of Darts nagytornán a D-jelű csoportban szerepelt, amelynek nyitómeccsén 5–0-ra győzte le az 5. helyen kiemelt Dave Chisnallt, de aztán 5–2-re kikapott Ritchie Edhouse-tól, valamint 5–0-ra Ross Smith-től, így a 3. helyen végzett csoportjában és nem jutott ki a rájátszásra.
Scutt a 2024-es PDC Players Championship-sorozat néhány versenyére tartalékként meghívást kapott egy-egy Tourkártya-tulajdonos távolléte miatt a Challenge Tour ranglistán elért eredményeinek köszönhetően. A Players Championship 6. állomásán a negyeddöntőben Daryl Gurney ellen 6–0-ra kapott ki, majd a 16. állomáson a negyeddöntőben Ricky Evans ellen 6–5-ös vereséget szenvedett. Scutt a sorozat 22. állomásán döntőt játszhatott, ahol Gary Anderson ellen 8–4-re kapott ki végül. A 25. állomáson Scutt ismét a negyeddöntőig jutott, ahol 6–4-re kapott ki Stephen Buntingtól.
A Players Championship versenyeken nyújtott jó teljesítménye eredményeként Scutt 34. kiemeltként kvalifikálta magát a 2024-es Players Championship Finals nagytornára. ahol az első körben a 31. kiemelt Martin Lukemannal játszott, akit 6–4-re győzött le. Scutt ezt követően legyőzte Mario Vandenbogaerde-t 6–3-ra és Daryl Gurney-t is 10–3-ra, így bejutott első PDC nagytorna negyeddöntőjébe. A meccsen végül 10–9-re alulmaradt Dirk van Duijvenbode-val szemben.

### WDF
2024-ben, miután nem sikerült visszaszereznie Tour Card-ját a Q-School-ban, Scutt szerepelt a World Darts Federation versenyein is.
2024-ben megnyerte a British Classic-ot, 5–2-re legyőzve Josh Clough-t a döntőben, valamint a WDF World Masters versenyen bejutott az elődöntőbe, ahol döntő leges mérkőzésen 6–5-re kikapott a német Kai Gotthardttól.

## Világbajnoki szereplései

### WDF
- 2022: Első kör (vereség  Shawn Burt ellen 0–2)

### PDC
- 2024: Második kör (vereség  Gerwyn Price ellen 0–3)
- 2025: Második kör (vereség  Damon Heta ellen 1–3)

## Tornagyőzelmei
| PDC Challenge Tour - Challenge Tour: 2024 (x2) | - British Classic: 2024 - British Pentathlon: 2024 - Denmark Open: 2024 |

## Fordítás
Ez a szócikk részben vagy egészben  a   Connor Scutt című angol Wikipédia-szócikk ezen változatának fordításán alapul.  Az eredeti cikk szerkesztőit annak laptörténete sorolja fel. Ez a jelzés csupán a megfogalmazás eredetét és a szerzői jogokat jelzi, nem szolgál a cikkben szereplő információk forrásmegjelöléseként.